# Madagaszkár világörökségi helyszínei
Madagaszkár területéről eddig három helyszín került fel a világörökségi listára, hét helyszín a javaslati listán várakozik a felvételre.
| | Tsingy de Bemaraha Nemzeti Park |
| 1990, kiterjesztés: 2023 |                                 |
| Természeti (VII)(X) |                                 |
| Védett terület: 734 298 ha, puffer zóna: 838 035 hivatkozás: 494 |                                 |
| A sziget nyugati partján fekvő természetvédelmi terület látványos karsztvidéket, éles és magas mészkőtornyokkal szabdalt felföldeket, érintetlen erdőket, tavakat és mangrovemocsarakat foglal magába. A védett terület egyik legfontosabb része egy 1500 négyzetkilométeres élőhely ami a szabadon szinte már csak Madagaszkáron élő lemurok otthona. A lemurok több mint 40 millió évvel ezelőtt jutottak el a szigetre és az elszigeteltségnek köszönhető zavartalan fejlődés során körülbelül negyven fajuk alakult ki. A térség növényvilága a Nyugat-Madagaszkár meszes karsztvidékeire jellemző lombhullató erdőkből, szavannákból és mangrovemocsarakból áll. Állatvilágát eddig még nem tanulmányozták alaposabban. A „tsingy”, ami nehezen megközelíthető, sűrűn egymás mellett elhelyezkedő, éles és nagyon magas mészkőtornyokból álló kőerdő a kaméleonok egyetlen itteni előfordulási helye. A rezervátum keleti részét 300 – 400 méter magas sziklák határolják, nyugati része lankásabb, lekerekített dombokból álló fennsík. Északi részét dombok választják el a védelem alatt nem álló térségtől, míg délen csúcsos sziklaalakzatok teszik nehezen megközelíthetővé. A park számos orchideafajnak nyújt életteret, valamint olyan veszélyeztetett állatoknak mint a lemur. |                                 |

| | Ambohimanga Királydombja |
| 2001 |                          |
| Kulturális (III)(IV)(VI) |                          |
| Védett terület: 59 ha, puffer zóna: 425 ha, hivatkozás: 950 |                          |
| Ambohimanga királydombja, a Merina Királyság egykori központja a madagaszkáriak kulturális identitásának legfontosabb szimbóluma, Madagaszkár államának alapító helye. A 16. és a 18. század között Madagaszkár több kisebb királyságra oszlott, míg végül a 18. század végén a merina királyok egyesítették területet. Közben évszázadokon át portugál és francia gyarmatosítók versengtek a sziget birtoklásáért, ami 1896-ban francia fennhatóság alá került. Egy évvel később a franciák a fővárost a jelenlegi helyére Antananarivóba költöztették, viszont a hely továbbra is szentnek számított a madagaszkáriak szemében és jelenleg is számos zarándok keresi fel. A jelenlegi főváros közelében fekvő domb egyike a környék tizenkét szent helyének. A helyszín a királyi városból, egy temetőből, a király úszómedencéjéből, a királysírokból, a királyi palotából és a palotát védő rózsafából készült erődből áll. Az épületegyüttest ünnepségek és az ősök tiszteletére tartott szertartások alkalmából ma is használják. Kialakítása bemutatja azt a társadalmi és politikai szerkezetet ami a 16. századtól kezdve jellemezte az itt élők hétköznapjait. |                          |

| | Atsinanana esőerdői |
| 2007 |                     |
| A veszélyeztetett világörökségi helyszínek listájára került: 2010 |                     |
| Természeti (IX)(X) |                     |
| Védett terület: 479 660,7 ha, hivatkozás: 1257 |                     |
| A világörökségi helyszín hat, a sziget keleti részén elterülő nemzeti parkot egyesít. Az összesen mintegy 5500 négyzetkilométeres védett területhez a Marojejy, a Masoala, a Zahamena, a Ranomafana, az Andringtra és a Andohahela Nemzeti Park tartozik. A parkokban található hagyományos esőerdőkben zajló ökológiai folyamatok fontos szerepet játszanak az sziget biológiai sokféleségének megőrzésében. Madagaszkár több mint 60 millió évvel ezelőtt szakadt el a szárazföldtől, így növény és állatvilága elszigetelten fejlődött tovább. Ennek következménye új állat- és növényfajok kialakulása, valamint ősi fajok fennmaradása. Az ország élen jár a fajgazdagság tekintetében, területén körülbelül 12 000 endemikus növényfaj és világviszonylatban is jelentős vadállomány, főleg főemlős él. Legismertebbek közülük a lemurok. Az itt élő fajok jelentős része (főleg a főemlősök és a makimajmok) veszélyeztetett, életterük leszűkült, az eredeti esőerdőnek mára csak 8,5%-a maradt meg. A hat nemzeti park nem alkot összefüggő területet, azonban egyes parkokat erdősávok kötnek össze egymással, amelyeket viszont nem helyeztek védelem alá. Az illegális fakitermelés és orvvadászat miatt a helyszín felkerült a Veszélyeztetett világörökségi helyszínek listájára. |                     |

## Javasolt helyszínek
| Név                                                                                       | Kép | Típus      | Kritérium   | Év   | Hiv. |
| ----------------------------------------------------------------------------------------- | --- | ---------- | ----------- | ---- | ---- |
| Mantasoa ipari létesítményei                                                              |     | kulturális | II, IV      | 2018 |      |
| Ambodifotatrai Szűz Mária-templom                                                         |     | kulturális | II          | 2018 |      |
| Nosy Lonjo                                                                                |     | vegyes     | III, VII    | 2018 |      |
| NOSYnakà (Sahamalaza, Nosy Hara, Nosy Tanikely, Lokobe, Ambodivahibe, Ankarea, Ankivonjy) |     | természeti | VIII, IX, X | 2018 |      |
| Antananarivo felső városa                                                                 |     | kulturális | II, V, VI   | 2016 |      |
| Dél-Anjanaharibe Rezervátum, az Atsinanana esőerdői helyszín kiterjesztése                |     | természeti | IX, X       | 2008 |      |
| Dél-Nyugat Malgache                                                                       |     | vegyes     | -           | 1997 |      |